# Šumarina
Šumarina – wieś w Chorwacji, w żupanii osijecko-barańskiej, w mieście Beli Manastir. W 2011 roku liczyła 486 mieszkańców.